# القنان (الدقهلية)
قرية القنان هي إحدى القرى التابعة لمركز السنبلاوين في محافظة الدقهلية في جمهورية مصر العربية. حسب إحصاءات سنة 2006، بلغ إجمالي السكان في القنان 1266 نسمة، منهم 671 رجل و595 امرأة.